# Monastyr Wałaamski

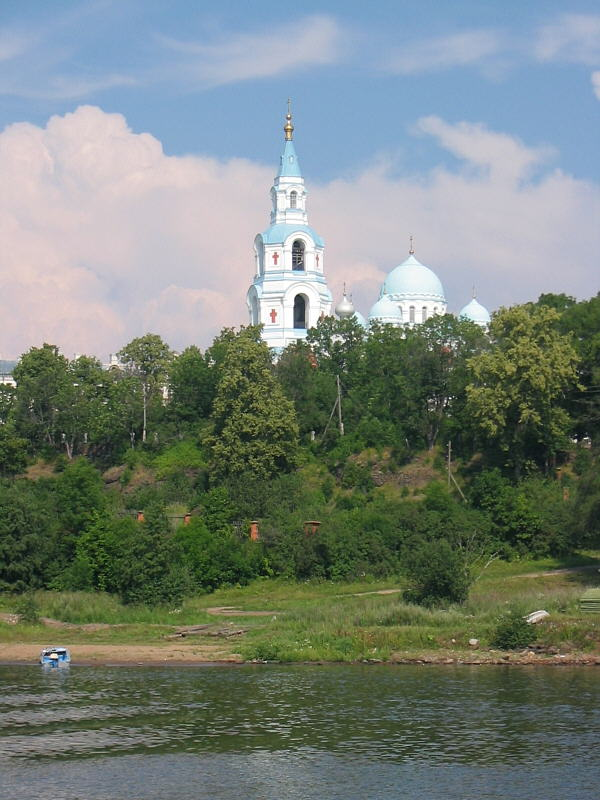
Monastyr Wałaamski – stan obecny

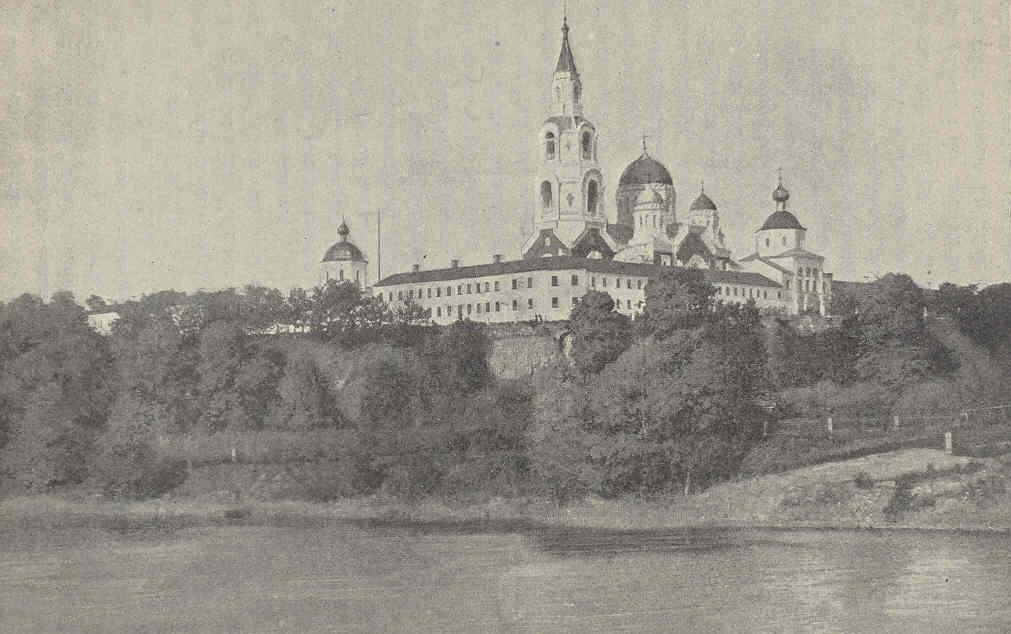
Monaster na wyspie Wałaam – widok z początku XX w.

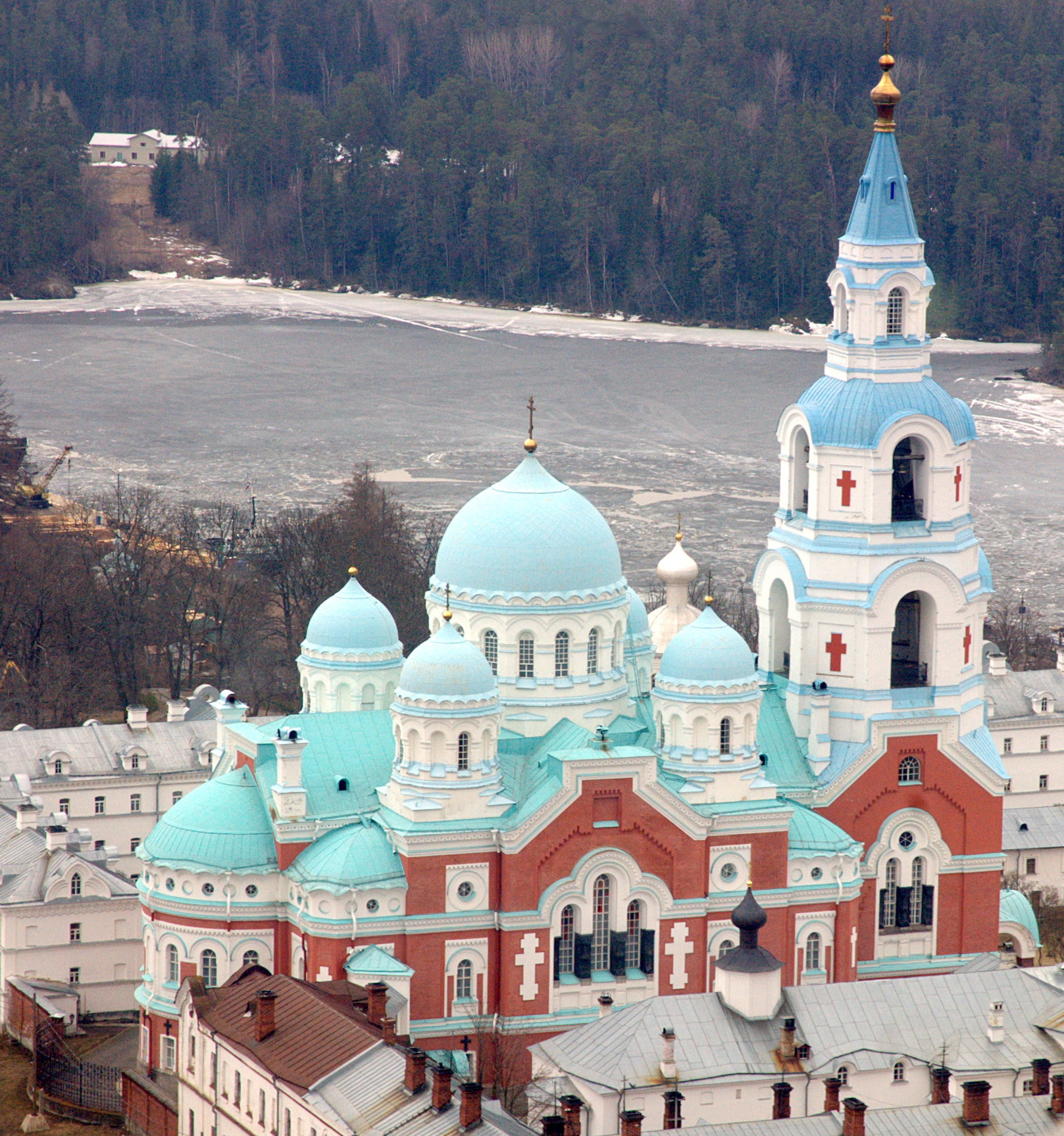

Monastyr Wałaamski (ros. Валаамский Спасо-Преображенский монастырь, fiń. Valamon luostari) – stauropigialny męski klasztor prawosławny położony w rosyjskiej Karelii, na leżącej na jeziorze Ładoga wyspie Wałaam.

## Historia
Nie jest jasne, kiedy na wyspie powstał pierwszy monastyr. Według prawosławnej tradycji w I w. n.e. Apostoł Andrzej, udający się z misją ewangelizacyjną na północ, postawił na wyspie Wałaam krzyż. 900 lat później mieli go odnaleźć dwaj nieznanego (być może greckiego) pochodzenia mnisi, którzy szukali miejsca pod założenie klasztoru.
Potwierdzona historia klasztoru rozpoczyna się w XIV w.
W XVI w. na jego terenie miało żyć ok. 600 zakonników.
Klasztor na Wałaamie niejednokrotnie stawał się miejscem walk, będących częścią wojen o panowanie nad Karelią pomiędzy Szwedami i Finami z jednej, a Rosjanami i Karelami z drugiej strony.
W 1578 mnisi z klasztoru zostali zabici przez luterańskich Szwedów.
Rola klasztoru i jego ranga wzrosła znacznie po przeniesieniu stolicy Rosji do Sankt Petersburga, leżącego w dość niewielkiej (jak na warunki rosyjskie) odległości od wyspy.
Po uzyskaniu niepodległości przez Finlandię klasztor wraz z wyspą wszedł w skład tego kraju i był najważniejszym prawosławnym klasztorem w tym kraju.
Po przegranej przez Finlandię wojnie zimowej mnisi z klasztoru obawiając się prześladowań ze strony komunistów, uciekli do Finlandii, zabierając ze sobą wszystkie cenne rzeczy z klasztoru (wraz z dzwonem) i osiedlili się w miejscowości Heinävesi, gdzie założyli monastyr Nowy Wałaam (fiń. Uusi Valamo).
W latach 1940–1988 w klasztorze nie było życia zakonnego, nie licząc krótkotrwałych wizyt zakonników z Nowego Wałaamu w listopadzie 1941 i czerwcu 1944. Budynki klasztorne niszczały, częściowo wykorzystywane dla potrzeb świeckich (szkoła wojskowa, budynki administracyjne sowchozu, ośrodek pobytu weteranów wojennych).
14 grudnia 1989 do przystani na wyspie dobił statek, na pokładzie którego przypłynęło 6 mnichów. Krok po kroku następuje odrodzenie życia zakonnego. Od tej daty zaczyna się nowa historia monastyru.
W 1990 monastyr otrzymał status stauropigialnego i znajduje się w jurysdykcji Patriarchy Moskwy i Wszechrusi. Przełożonym wspólnoty jest od 1993 biskup troicki Pankracy (Żerdiew).
W 2015 w monastyrze przebywało 200 zakonników.

## Świątynie
Na terenie monastyru znajduje się 7 świątyń:
- sobór Przemienienia Pańskiego;
- cerkiew Świętej Trójcy;
- cerkiew Wałaamskiej Ikony Matki Bożej;
- cerkiew Ikony Matki Bożej „Życiodajne Źródło”;
- cerkiew Zaśnięcia Matki Bożej (poświęcona 10 lipca 2015 r. przez patriarchę moskiewskiego i całej Rusi Cyryla)[1];
- cerkiew św. Serafina z Sarowa (poświęcona 10 lipca 2019 r. przez patriarchę Cyryla)[3]
- cerkiew nadbramna Świętych Apostołów Piotra i Pawła.